# Oecobius petronius
Espèce
Oecobius petronius est une espèce d'araignées aranéomorphes de la famille des Oecobiidae.

## Distribution
Cette espèce est endémique du Yémen.

## Publication originale
- Simon, 1890 : Etudes arachnologiques. 22e Mémoire. XXXIV. Étude sur les arachnides de l'Yemen. Annales de la Société Entomologique de France, sér. 6, vol. 10, p. 77-124 (texte intégral).